# CHEMKIN
CHEMKIN ist eine kommerzielle Computerchemie-Software, die verwendet wird, um Probleme der Reaktionskinetik zu lösen. Die Software wird im Bereich Mikroelektronik, im Automobilsektor für Verbrennungsvorgänge und in der Chemischen Verarbeitungsindustrie eingesetzt.
Die Software wurde ab 1980 von den Sandia National Laboratories entwickelt und in Fortran programmiert.
CHEMKIN besteht aus zwei Fortran-Blöcken:
- dem Interpreter (Fortran code)
- der Gas-Phasen-Subroutinen-Bibliothek (Fortran code)

und einer Thermodynamik-Datenbank.
Ab 1998 wird am California Institute of Technology Cantera als freie Alternative entwickelt.